# Burgstall Göttelhof
Der Burgstall Göttelhof ist eine abgegangene mittelalterliche Höhenburg etwa 550 Meter westlich von Göttelhöf, einem heutigen Gemeindeteil der Gemeinde Gerhardshofen im Landkreis Neustadt an der Aisch-Bad Windsheim in Bayern.
Die ehemalige Burganlage lag auf einer Höhe von 345 m ü. NHN, etwa 30 Höhenmeter über den südlich und nördlich verlaufenden Quellästen des Altenbuchbaches, einem rechten Zufluss der Aisch. Bereits um 1800 war nichts mehr oberflächig sichtbar erhalten; das bayerische Urkataster erwähnt lediglich einen Burgstall ohne eine präzise Verortung. Der Ortsname wurde damals Gödlhof geschrieben.
Inwieweit ein Zusammenhang der Herkunft des Ortsnamens mit dem zu lutherischer Zeit wirkenden Henning Göde besteht ist noch nicht restlos erforscht. Es deuten allerdings die Flurbezeichnungen Pfaffenholz und Pfaffenweiher und ein Weinberg bei Gödlhof, sowie die Tatsache, dass die Grabplatte Göde's in Wittenberg von dem Nürnberger Bildhauer Peter Vischer gegossen wurde auf die Anfang des 15. Jahrhunderts bestehenden Beziehungen hin.
Das Höhenzug ist mit D-5-6330-0042 als Bodendenkmal Befestigung vor- und frühgeschichtlicher oder mittelalterlicher Zeitstellung ausgewiesen; das Gelände wird land- und forstwirtschaftlich genutzt.